# Angels Cry (Remix)
Az Angels Cry (Remix) Mariah Carey és Ne-Yo amerikai énekesek duettje. A dal eredeti szólóváltozata Carey tizenkettedik, Memoirs of an Imperfect Angel című stúdióalbumán szerepel, a remixváltozat Carey Angels Advocate című, kiadatlan remixalbumának második kislemeze.
A remixet 2010. január 18-án küldték el az európai, január 26-án küldték el az amerikai rhythmic, urban és urban adult contemporary rádióállomásoknak. Február 16-án jelent volna meg letöltésként az Up Out My Face (Remix)-szel, de ekkor csak az utóbbit jelentették meg; végül február 23-án jelent meg az iTuneson. Ausztráliában, az Egyesült Királyságban, Japánban és Új-Zélandon is megjelent.

## Fogadtatása
Robert Copsey, a brit Digital Spy weboldal munkatársa dicsérte a dalt, és hogy Carey visszatér a gyökereihez. Kritikájában azt írja, hogy „a tavaly megjelent Memoirs of an Imperfect Angel kínálatából ez a dal annyira közel van a klasszikus Mariahhoz, amennyire az új Mariah képes rá. Hangja elegáns, erőlködéstől mentes, a refrén csillog, majd belép Ne-Yo, feltekeri az érzelmi hőfokot és új dimenziót ad az eredeti szólóváltozathoz. Igen, kicsit We Belong Together-utánérzés, de nagyon kellemes We Belong Together-utánérzés, ami segíthet, hogy ez a kicsit megbízhatatlan album másoknak is bejöjjön Carey rajongótáborán kívül.”
2010. március 10-én bejelentették, hogy a dal felkerült a 30. helyre az amerikai Hot AC Songs slágerlistára. Mivel még az I Want to Know What Love Is is fenn volt a listán, ez volt a második alkalom, hogy Careynek ugyanarról az albumról egyszerre két dala is szerepelt ezen a slágerlistán. (A másik alkalom a Butterfly album Butterfly és My All című számaival volt 1997-98-ban.) Az R&B/Hip-Hop slágerlistán ez a 43. dala.

## Videóklip
A dal videóklipjét 2009 decemberében forgatták, együtt az Up Out My Face (Remix) klipjével. Mindkettőt Carey és férje, Nick Cannon rendezte. A két klipet együtt mutatták be a  VEVO.com-on 2010. január 27-én. A klipben Carey az esőben megy, hogy találkozzon Ne-Yóval a stúdióban, majd váltogatják egymást az esős utcán és a stúdióban zajló jelenetek. A klip végén a két énekes távozik a stúdióból, odakinn elállt az eső és napfényes reggel van. A klipet többen hasonlították Carey két korábbi klipjéhez, a One Sweet Dayhez, ami szintén stúdióban játszódik, és az esős jelenetekkel teli Through the Rainhez.

## Helyezések
| Slágerlista (2010)                  | Legmagasabb helyezés  |
| Eredeti albumváltozat               | Eredeti albumváltozat |
| ----------------------------------- | --------------------- |
| Koreai nemzetközi slágerlista       | 77                    |
| Remix featuring Ne-Yo               |                       |
| Brit kislemezlista                  | 81                    |
| Brit R&B kislemezlista              | 28                    |
| Japan Hot 100                       | 89                    |
| Koreai kislemezlista                | 72                    |
| USA Billboard Adult Contemporary    | 26                    |
| USA Billboard Hot R&B/Hip Hop Songs | 90                    |

## Megjelenési dátumok
| Ország           | Dátum             | Formátum | Kiadó           |
| ---------------- | ----------------- | -------- | --------------- |
| Ausztrália       | 2010. február 23. | letöltés | Universal Music |
| Japán            | 2010. február 23. | letöltés | Universal Music |
| Kanada           | 2010. február 23. | letöltés | Universal Music |
| Spanyolország    | 2010. február 23. | letöltés | Universal Music |
| Új-Zéland        | 2010. február 23. | letöltés | Universal Music |
| Egyesült Államok | 2010. február 23. | letöltés | Island Records  |